# Кислов, Андрей Александрович (генерал-майор авиации)
Андрей Александрович Кислов (1 января 1908, Санкт-Петербург – 3 июля 1968) – советский военачальник, генерал-майор авиации (08.09.1945), командир 70-й смешанной, 251-й штурмовой и 179-й бомбардировочной авиационных дивизий

## Биография
В РККА с мая 1924 года.
В должности помощника командира 25-й авиационной бригады участвовал в боях у озера Хасан и 25 октября 1938 года награжден орденом Красного Знамени.
В феврале 1939 года назначен командиром 53-й авиационной бригады. В сентябре 1940 года назначен заместителем командира 34-й авиационной дивизии.
6 марта 1941 года подполковник Кислов назначен командиром 70-й смешанной авиационной дивизии Дальневосточного фронта. Руководил формированием дивизии.
11 августа 1941 года полковник Кислов назначен командующим ВВС 25-й армии Дальневосточного фронта. В сентябре 1941 год назначен командующим ВВС Архангельского ВО.
28 сентября 1943 года полковник Кислов назначен командиром 251-й штурмовой авиационной дивизии. 3 ноября 1944 года награжден вторым орденом Красного Знамени. Командовал дивизией во время проведения Харбино-Гиринской и Маньчжурской наступательных операций и «за подготовку частей дивизии, умелую организацию и командование частями во время военных действий против японских захватчиков» награжден третьим орденом Красного Знамени. 8 сентября 1945 года присвоено звание генерал-майора авиации. 
Командовал дивизией до её расформирования в декабре 1945 года. В августе 1946 года назначен командиром 179-й бомбардировочной авиационной дивизии. В мае 1947 года назначен командующим авиацией Архангельского ВО. В ноябре 1947 года назначен заместителем командира 7-го штурмового авиационного корпуса. С декабря 1948 года по сентябрь 1949 года исполнял обязанности командира корпуса. 15 ноября 1950 года награжден орденом Ленина. 3 ноября 1953 года награжден четвертым орденом Красного Знамени. 16 ноября 1953 года уволен в отставку.